# Pico das Terças
O Pico das Terças é uma elevação portuguesa localizada na freguesia de Guadalupe, no concelho de Santa Cruz da Graciosa, ilha Graciosa, arquipélago dos Açores.
Este acidente geológico tem o seu ponto mais elevado nos 166 metros de altitude acima do nível do mar. Próxima a esta elevação encontram-se os lugares de Jorge Gomes e Porto Afonso e as localidades de Vitória e Brasileira.